# Krzysztof Rachwalski
Krzysztof Rachwalski (ur. 16 marca 1981) – trener hokeja na trawie, selekcjoner reprezentacji Polski seniorek.
27 listopada 2009 został trenerem żeńskiej reprezentacji Polski.
Dotychczas pracował w żeńskiej reprezentacji w roli współpracownika trenera reprezentacji Henslera. Jest jednocześnie zawodnikiem Pocztowca Poznań i trenerem klubowym hokeistek tego klubu. Ojciec Rachwalskiego – Zbigniew – jest z kolei szkoleniowcem męskiej drużyny Pocztowca, a młodszy brat Dariusz – kapitanem reprezentacji.
W 2025 roku doprowadził żeńską reprezentację podczas halowych mistrzostw świata do tytułu mistrzowskiego.